# 兩層存有論
兩層存有論，牟宗三的理論。牟宗三借鑒了佛教《大乘起信論》的「一心開二門」的學說，並融攝了康德的道德底形上學，建構了本體界和現象界的「執的存有論」和「無執的存有論」。

## 背景
牟宗三批評，康德的道德底形上學為「道德神學」。康德把「上帝存在」、「自由意志」及「靈魂不滅」理解為物自身，且認為物自身存在而不可知。然而，在康德系統中物自身確實存在而可影響現象界，且康德把「上帝」、「靈魂不滅」等為道德基礎，故牟宗三名為「道德的神學」。除此以外，康德所研究的進路為「倫理學」而非「形上學」，他是從倫理學角度進路至形上學，而非從形上學切入，因此康德的理論本身屬於倫理學範疇而非形上學。在此架構下，人不論在理性或感性上，均屬於有限性。
牟宗三認為，人是既有限同時又無限。人是有限是因為人具有感性的直覺，而感性的直覺則必須依靠認識才能形成認知。而人是無限的，牟宗三認為中國不論儒釋道三家雖然學理不同，但均承認人具有智的直覺。從智的直覺中，人可以透過本心仁體認識到創生道德的存在。而在感性的直覺中，由於人是屬於有限性，故為執：而在智的直覺中，人是屬於無限性，因此名為無執。

## 無執的存有論
牟宗三認為，無執的存有論則是本體界，亦即物自身。無執的存有論主要有兩個要素所構成，包括：物自身的存在、智的直覺。然而，在康德的理論中，人們是無法認知到物自身。牟宗三則認為人們通過智的直覺可以認知到物自身。

## 執的存有論
執的存有論，即為現象界。可通過執知、經驗之知而認識。牟宗三認為，執的存有論是由無執的存有論自我坎陷而成。然而，在執的存有論當中，牟宗三認為康德只承認人有感觸的直覺，而否認人有智的直覺。

## 自我坎陷說
所謂自我坎陷，牟宗三認為本體界與現象界是相通的，而良知原為本體界。通過自我坎陷，轉化為現象界，此謂「良知坎陷說」，由此使兩層存有論貫通。
而關於良知與坎陷的問題，蔡仁厚認為，良知為道德心。但道德心要求與「天地萬物為一體」，故屬於本體界。心與物不能並列，因此不能進行認知活動。若要進行認知活動，則要使道德心轉為認知心以成就知識，故降了一層，這一步則是所謂的「坎陷」。然而，這個坎陷是具有積極的意義層位轉換，是為了成就知識。

## 批評
兩層存有論提出後，林安梧認為兩層存有論亦有不足之處。首先，林安梧認為牟宗三的即存有即活動如果只是形式義，那麼則跟牟宗三所批評朱熹的別子為宗有某種同調的意義。若是如此，林安梧認為牟宗三亦為別子為宗。除此之外，林安梧認為牟宗三所建的兩層存有論忽略了氣。
林安梧認為，所謂氣在具有材質義、動力義。在牟宗三批評朱熹理氣二元論把心放在氣而非形而上的理時，牟宗三的兩層存有論同樣亦以同樣的架構建造兩層存有論，並使氣同樣建在形而下，故跟朱熹犯了同樣的錯誤。為解決此問題，林安梧建構了存有三態論回應之。